# Крог, Пер
Пер Лассон Крог (норв. Per Lasson Krohg; 18 июня 1889, Осгордстранд — 3 марта 1965, Осло) — норвежский художник.

## Жизнь и творчество
Пер Крог родился в Осгордстранде, Норвегия. Его родителями были художники Кристиан и Ода Крог. Позже семья переехала в Париж, где он и вырос. Художественный талант у Пера проявился рано, сначала он учился у своего отца (с 1903 по 1907 год), затем у Анри Матисса (с 1909 по 1910 год). В 1915 году женился на натурщице Люси Крог.
Работал иллюстратором газеты, был преподавателем танго в Париже. Во время работы в газете выполнил множество рисунков, иллюстраций и плакатов, также работал над скульптурой и монументальной живописью.
В 1930 году вернулся в Норвегию, где преподавал в Национальной Академии искусств в Осло, в 1946 году был назначен профессором, а в 1955 году — директором. Среди его учеников были художники Фритхоф Тидеманд-Йоханнессен и Тулла Бломберг Рансле. Одной из наиболее известных работ П. Крога является его большая картина для Зала заседаний Совета Безопасности ООН в здании ООН в Нью-Йорке. Художник занимался также книжным иллюстрированием, в частности ему принадлежит графическая серия по «Пер Гюнту» Г. Ибсена. В 1928 году он выполнил портреты скандальной парижской модели и певицы Кики.